# Pilisvörösvári Német Nemzetiségi Fúvószenekar
A Pilisvörösvári Német Nemzetiségi Fúvószenekar a Mauterer zenekar zenei hagyományaira épülő zenekar, az 1893-ban Mauterer Jakab által megalakított zenekar jogutódja. Megalakulása óta szereplője a helyi és környékbeli egyházi és világi rendezvényeknek, kapcsolatot ápol a gerstetteni és más honi és németországi fúvószenekarokkal. A nemzetiségi hagyományok megőrzésében, a zenei kultúra ápolásában és a német identitástudat megerősítésében játszik szerepet Pilisvörösváron, amely az ország egyik legnagyobb német nemzetiségi települése.
Pilisvörösvár vezető nemzetiségi fúvószenekara létrejöttének 125. évfordulóján magas állami kitüntetésben, „Pro Cultura Minoritatum Hungariae” díjban részesült.

## A zenekar története
A Mauterer zenekar
A zenekar alapítója és első vezetője a Mauterer karnagydinasztia tagja, Mauterer Jakab volt. 1893. május 15-től kezdve 1898. július 5-ig állt a zenekar élén. Ekkor fia, Mauterer János vette át a karnagyi és vezetői szerepet egészen 1902. július 17-ig. Ezután Mauterer Jakab testvére, Mauterer János állt a zenekar élére. Az ő kezei alatt érett igazi 18-20 tagú együttessé a zenekar, ő volt a karnagydinasztia legtehetségesebb zenésze. Kiválóan képzett muzsikus volt. Korának híres katonakarmestere, Fricsay Richárd zenekarában volt első szárnykürtös. 1953-ig látta el a karnagyi teendőket, utána a karmester Nick János lett, őt Vörösvári József követte. Tőle 1982-ben Feldhoffer János vette át a stafétabotot.
A zenekar újjáalakulása

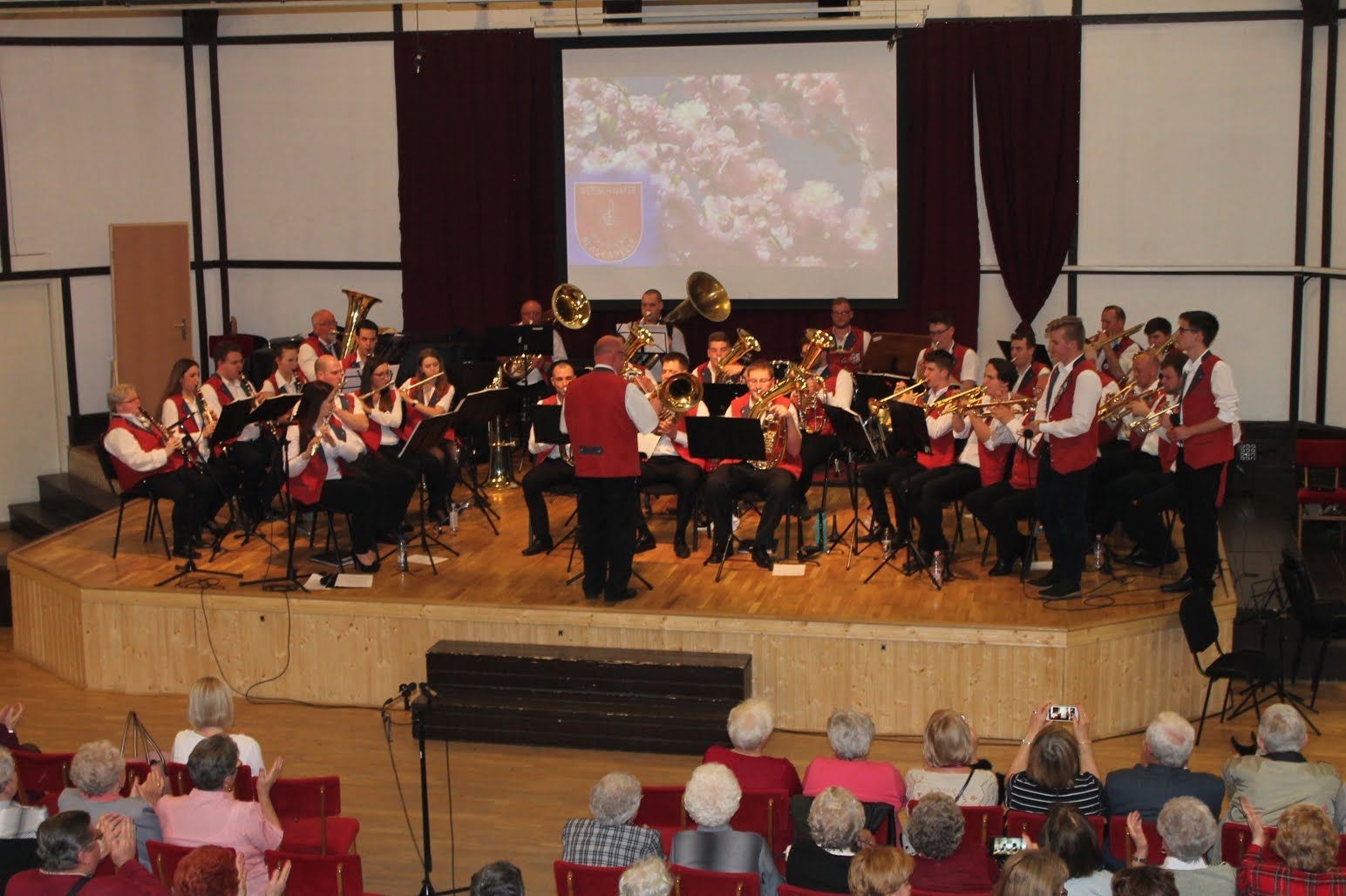
2018 áprilisában a Tavaszváró koncerten a zeneiskola/gimnázium színpadán

1989-ben taggal Schäffer Lőrinc és Eduard Gillitzer kezdeményezésére a zenekar 18 taggal egyesületté alakult, melynek elnökévé Schäffer Lőrincet, titkárává Schuck Edét választották meg. A zenekar vezetője Feldhoffer János, karnagya Brandhuber János lett. 1994-től egy éven át Feldhoffer János a karnagyi teendőket is ellátta.
1995. októberétől Buzás Bálint lett a zenekar karnagya. 
1996 áprilisában a IX. Országos Fúvószenekari Minősítésen „német nemzetiségi zenekar” kategóriában Kiemelt Arany Diplomát kapott az együttes, így elnyerte a „Fesztiválzenekar” címet.
1997 májusában jelent meg a zenekar első kazettája és CD-je. Szeptemberben nagy sikerrel szerepeltek Sopronban az Országos Német Nemzetiségi Fúvószenekari Fesztiválon. 
2000-től 2002-ig Kovács Tibor volt a zenekar karnagya.
2002-ben személyi változások történtek: Feldhoffer János vette át az elnöki tisztet, a karmester pedig ismételten Buzás Bálint lett. Ezen év májusában a zenekar közhasznú egyesületté alakult.
2004 áprilisában jelent meg a zenekar második CD-je és kazettája, „Wir grüBen mit Musik” címmel, majd egy évvel később egy válogatás CD-t is megjelentettek.
2005. október 23-án a zenekar „Pilisvörösvárért” emlékéremben részesült „a város kulturális életében kiemelkedően eredményes, önzetlen, áldozatos és maradandó munkájáért”.
2007 májusában megszervezték az I. Pünkösdi Német Nemzetiségi Fúvósfesztivált Pilisvörösváron.
2009. április 24-én Taksonyban – Kiemelt Arany Diploma minősítést kapott a zenekar.
2012. április: kiemelt arany fokozatú minősítés elnyerése (a Landesrat szervezésében)
2013. november 10-én Budakalászon az ÉMNÖSZ Gálán a zenekar „Für Ungarndeutschstum Region Nord” kitüntetésben részesült.
2014. március 30-án tartotta a zenekar 25 éves jubileumi koncertjét.
2016 januárjában szerepeltek az LDU-gálán a pécsi Kodály Központban.
2018. október 13-án a zenekar magas fokú állami kitüntetésben „Pro Cultura Minoritatum Hungariae” Díjban részesült. Ezen elismerésben olyan Magyarországon élő elismert nemzetiséghez tartozó személyek, szervezetek részesülhetnek, akik/amelyek kiemelkedő tevékenységet végeztek a Magyarországon élő nemzetiségek körében az anyanyelvi kulturális örökség megtartásáért, fejlesztéséért, s tevékenységükkel hozzájárulnak a Kárpát-medence népeinek együttéléséhez. A díjat Soltész Miklós egyházi, nemzetiségi és civil társadalmi kapcsolatokért felelős államtitkár adta át Feldhoffer János elnöknek.
2019. január: Spanberger Zsolt átveszi Buzás Bálinttól a zenekar vezetését.
2019. szeptember: Buzás Bálint „Pilisvörösvárért” emlékérmet kap.
2019. december: jubileumi koncert a zenekar megalakulásának 30. évfordulóján
2020. december: Elhunyt Buzás Bálint.
2023. augusztus 3.: Elhunyt Feldhoffer János.
2023. Új vezetőség alakult. Elnök: dr. Csuka Pál, alelnök: Tóth Balázs, titkár: dr. Szakács Dóra. További elnökségi tagok: Sebestyén Csaba, Turay Gréta, Peller Zoltán és Schlumpberger-Feldhoffer Dóra
2024. szeptember 29.: jubileumi koncert a zenekar megalakulásának 30. évfordulóján. Felavatják Feldhoffer János zenekarvezető emléktábláját a Művészetek Háza bejáratánál. Az évfordulóra jelent meg a „35 év zene. Pilisvörösvári Német Nemzetiségi Fúvószenekar 1989–2024.” c. könyv.

## Minősítések
- 1996. Kiemelt arany diploma – Fesztiválzenekar minősítés (Magyarországi Német Ének-, Zene- és Tánckarok Országos Tanácsa – Landesrat)
- 2009. Kiemelt arany diploma – (Magyarországi Német Ének-, Zene- és Tánckarok Országos Tanácsa – Landesrat)
- 2012. Kiemelt arany minősítés – (Magyarországi Német Ének-, Zene- és Tánckarok Országos Tanácsa – Landesrat)
- 2015. Kiemelt arany minősítés – (Magyarországi Német Ének-, Zene- és Tánckarok Országos Tanácsa – Landesrat)

## Díjak, elismerések
A zenekarnak:

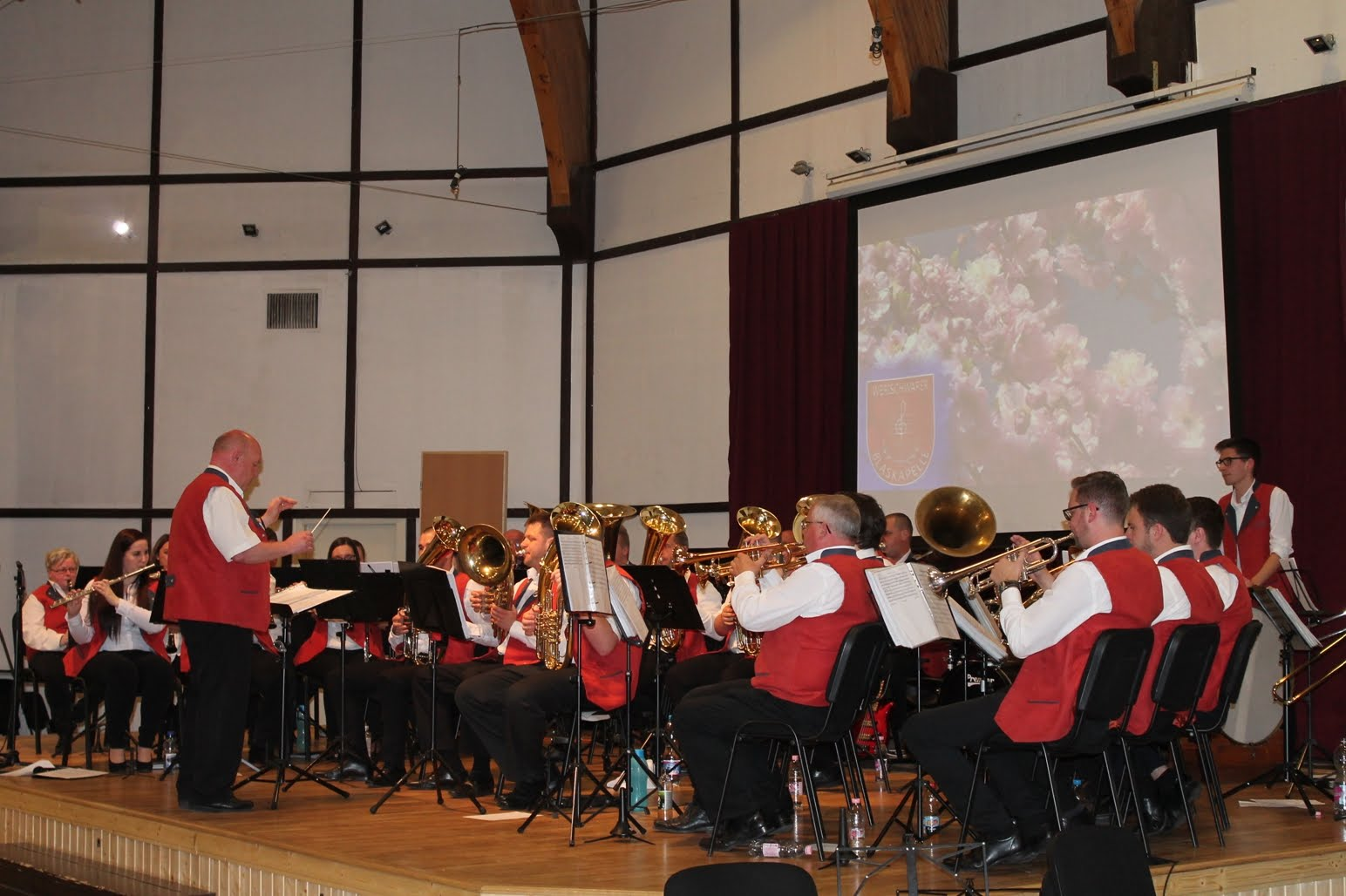
Tavaszváró koncerten

- 2005. „Pilisvörösvárért” Emlékérem (Pilisvörösvár Város Önkormányzata)
- 2008. Emlékplakett zeneművészeti díj kategóriában (Pilisvörösvár, Művészetek Háza)
- 2013. „Für Ungarndeutschstum Region Nord” (ÉMNÖSZ)
- 2018. „Pro Cultura Minoritatum Hungariae” Díj (Emberi Erőforrások Minisztériuma)

A zenekar tagjainak:
- 2000. Peregi Márton – Josef Gungl Emlékérem (Magyarországi Német Ének-, Zene- és Tánckarok Országos Tanácsa – Landesrat)
- 2003. Nick István – Josef Gungl Emlékérem (Magyarországi Német Ének-, Zene- és Tánckarok Országos Tanácsa – Landesrat)
- 2011. Feldhoffer János – „Pilisvörösvárért” Emlékérem (Pilisvörösvár Város Önkormányzata)
- 2013. Rádler Gábor, Rusz Péter, Sebestyén Csaba, Stéhli György, Tagscherer István – kitüntető oklevél, ezüst fokozat, 25 éves zenei tevékenységért (Magyarországi Német Ének-, Zene- és Tánckarok Országos Tanácsa – Landesrat)
- 2015. Feldhoffer János – Josef Gungl Emlékérem (Magyarországi Német Ének-, Zene- és Tánckarok Országos Tanácsa – Landesrat)
- Erdősi András, Feldhoffer János,  Harmati Elek, Nyírő János, Tagscherer János – kitüntető oklevél, arany fokozat, 50 éves zenei tevékenységért (Magyarországi Német Ének-, Zene- és Tánckarok Országos Tanácsa – Landesrat)
- 2017. Mauterer János zenekarvezető – Pilisvörösvár Város Díszpolgára, posztumusz (Pilisvörösvár Város Önkormányzata)

## Megjelent lemezek
- 1997. „Jeder echte Werischwarer”
- 2004. „Wir grüBen mit Musik”
- 2005. Válogatás CD
- 2014. Karácsonyi koncert (Pilisvörösvári Német Nemzetiségi Fúvószenekar, Pilis Brass Band)

## Források

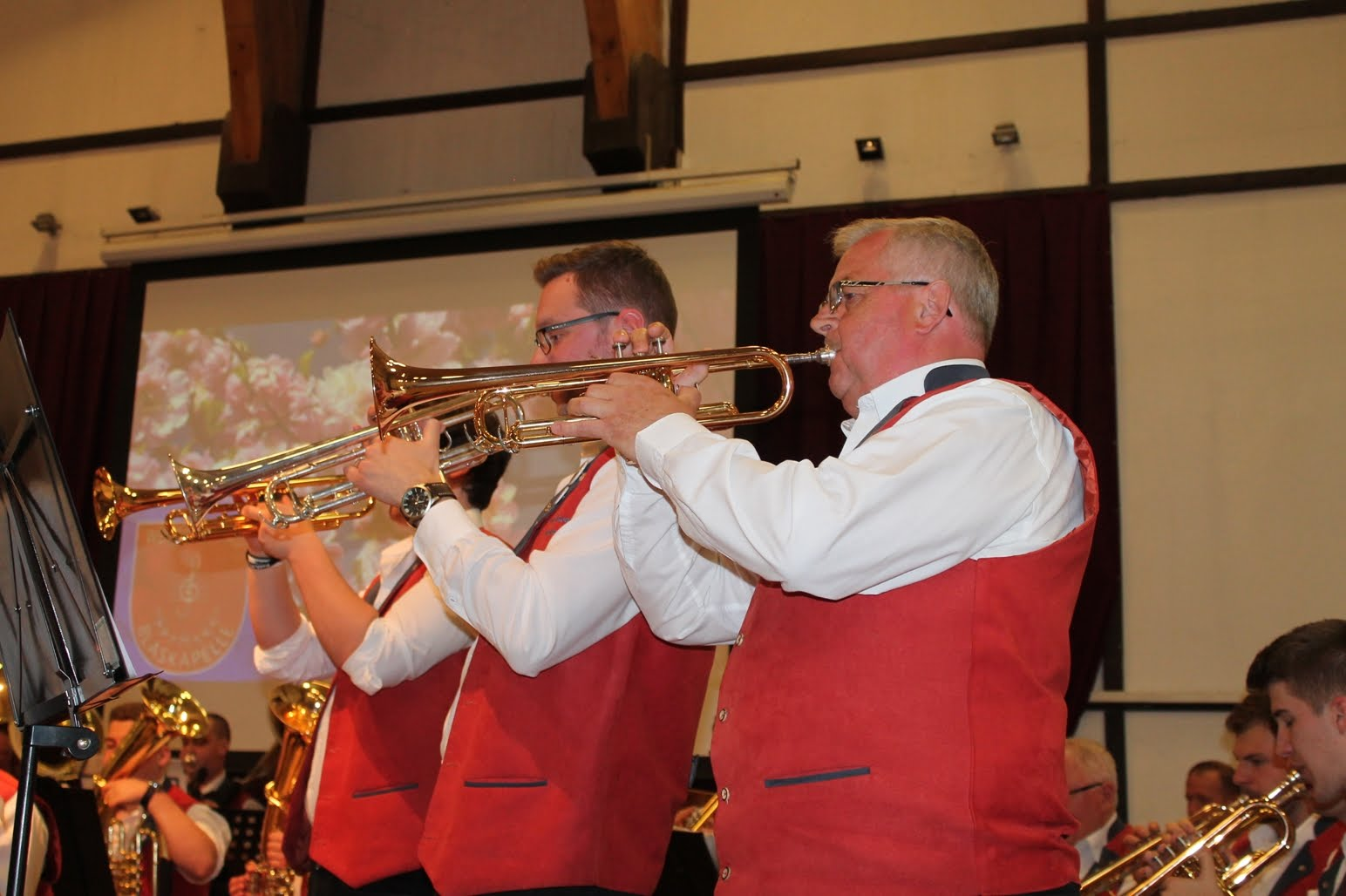
Feldhoffer János, az Egyesület elnöke